# Albrandswaard

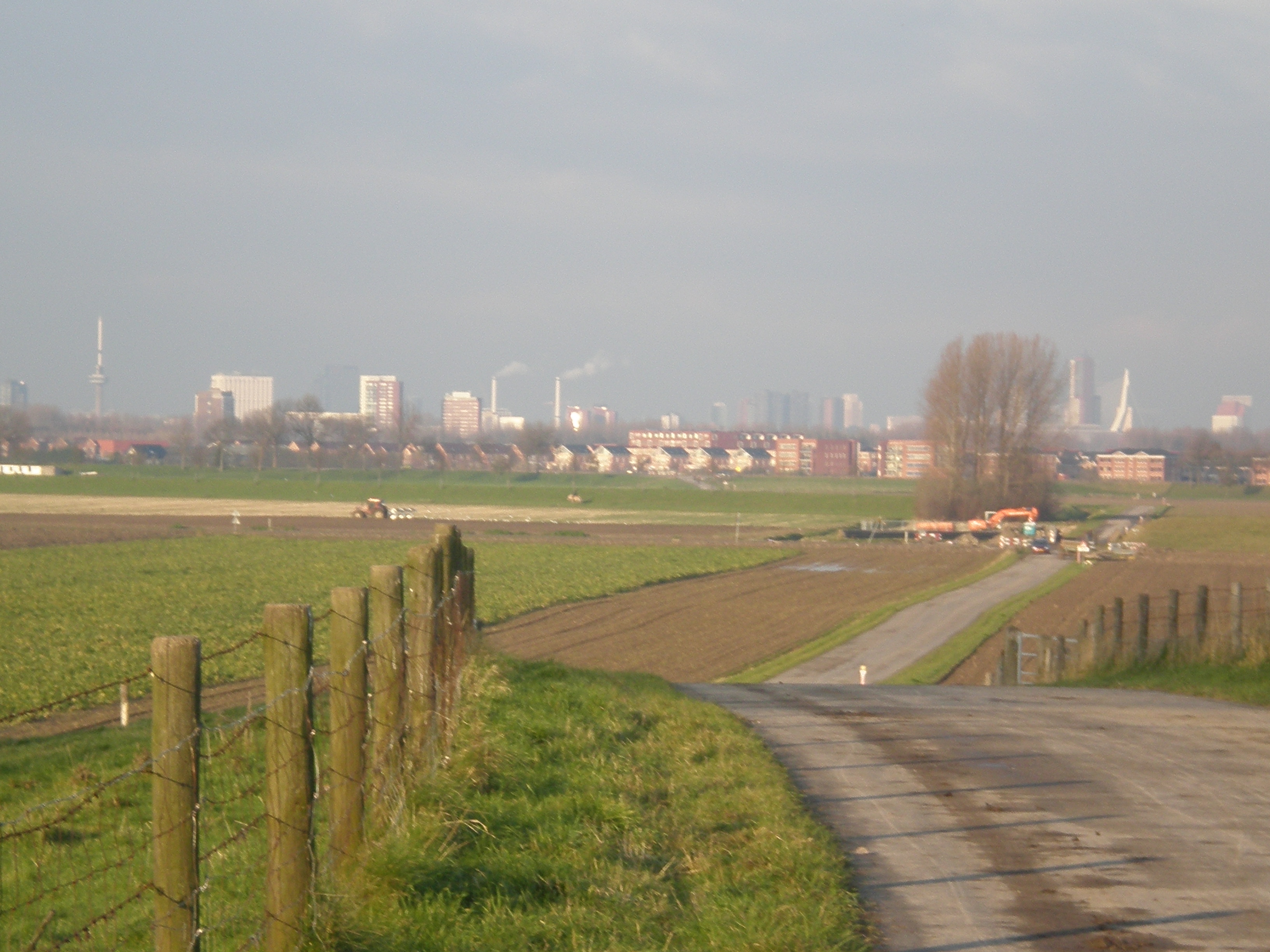
Utsikt mot Rotterdam från skyddsvallen vid Albrandswaard.

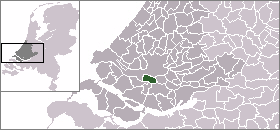
Lägeskarta

Albrandswaard är en kommun i provinsen Zuid-Holland i Nederländerna. Kommunens totala area är 23,75 km² (där 1,57 km² är vatten) och invånarantalet är på 19 607 invånare (2004).